# 伊瓦诺-弗拉切纳
伊瓦诺-弗拉切纳（義大利語：Ivano-Fracena），曾是意大利特伦托自治省的一个市镇。总面积6平方公里，人口326人，人口密度54.3人/平方公里（2009年）。ISTAT代码为022099。
2016年1月1日斯特里尼奥、斯佩拉、维拉阿涅多三个市镇合并为新的伊瓦诺堡市镇，同年7月1日伊瓦诺-弗拉切纳也接着并入新市镇。